# Rent Liv Løbet Skive 2021
Rent Liv Løbet Skive 2021 var den 17. udgave af det danske cykelløb Rent Liv Løbet Skive, og blev afviklet 29. august 2021. Det var et 188,3 km langt linjeløb, og skulle efter planen havde været kørt den 2. maj 2021 med start og mål i Skive. 1. februar meddelte løbsarrangør Mogens Kristensen at løbet på grund af coronaviruspandemien var blevet udskudt, og der var ansøgt UCI om at afholde løbet 22. august. UCI valgte en dato ugen efter det ansøgte. Løbet var en del af UCI Europe Tour 2021. Den oprindelige 17. udgave blev i 2020 aflyst på grund af coronaviruspandemien.
Hollandske Elmar Reinders fra Riwal Cycling Team vandt løbet foran Mads Østergaard Kristensen (ColoQuick Cycling) og Marcus Sander Hansen (BHS-PL Beton Bornholm).

## Resultat
| \| Samlede stilling \| Samlede stilling \| Samlede stilling \| Samlede stilling \| Samlede stilling \| \| Rytter \| Rytter \| Hold \| Tid \| \| \| ---------------- \| -------------------------- \| ------------------------ \| ---------------- \| ---------------- \| \| 1. \| Elmar Reinders \| Riwal Cycling Team \| 4t 14' 06" \| \| \| 2. \| Mads Østergaard Kristensen \| ColoQuick \| + 0" \| \| \| 3. \| Marcus Sander Hansen \| BHS-PL Beton Bornholm \| + 0" \| \| \| 4. \| Nick van der Lijke \| Riwal Cycling Team \| + 0" \| \| \| 5. \| Rasmus Søjberg Pedersen \| O.B. Wiik-Dan Stillads \| + 0" \| \| \| 6. \| Jonas Nordal Jakobsen \| Herning CK Elite \| + 0" \| \| \| 7. \| Jacob Eriksson \| Team Coop \| + 0" \| \| \| 8. \| Sakarias Koller Løland \| Uno-X DARE Development \| + 0" \| \| \| 9. \| André Drege \| Team Coop \| + 0" \| \| \| 10. \| Daniel Lyhne \| Bache-JS.dk \| + 0" \| \| \| 11. \| William Blume Levy \| ColoQuick \| + 0" \| \| \| 12. \| Mathias Larsen \| Restaurant Suri-Carl Ras \| + 0" \| \| \| 13. \| Andreas Aidel Brixen \| Kvickly Odder Elite \| + 6" \| \| \| 14. \| Emil Toudal \| BHS-PL Beton Bornholm \| + 13" \| \| \| 15. \| Morten Nørtoft \| Riwal Cycling Team \| + 15" \| \| |                            |                          |            |
| |                            |                          |            |
| Kilde: ProCyclingStats |                            |                          |            |
| Samlede stilling |                            |                          |            |
| Rytter | Rytter                     | Hold                     | Tid        |
| 1. | Elmar Reinders             | Riwal Cycling Team       | 4t 14' 06" |
| 2. | Mads Østergaard Kristensen | ColoQuick                | + 0"       |
| 3. | Marcus Sander Hansen       | BHS-PL Beton Bornholm    | + 0"       |
| 4. | Nick van der Lijke         | Riwal Cycling Team       | + 0"       |
| 5. | Rasmus Søjberg Pedersen    | O.B. Wiik-Dan Stillads   | + 0"       |
| 6. | Jonas Nordal Jakobsen      | Herning CK Elite         | + 0"       |
| 7. | Jacob Eriksson             | Team Coop                | + 0"       |
| 8. | Sakarias Koller Løland     | Uno-X DARE Development   | + 0"       |
| 9. | André Drege                | Team Coop                | + 0"       |
| 10. | Daniel Lyhne               | Bache-JS.dk              | + 0"       |
| 11. | William Blume Levy         | ColoQuick                | + 0"       |
| 12. | Mathias Larsen             | Restaurant Suri-Carl Ras | + 0"       |
| 13. | Andreas Aidel Brixen       | Kvickly Odder Elite      | + 6"       |
| 14. | Emil Toudal                | BHS-PL Beton Bornholm    | + 13"      |
| 15. | Morten Nørtoft             | Riwal Cycling Team       | + 15"      |

## Hold og ryttere
| UCI Kontinentalhold (7)- À Bloc CT - BHS-PL Beton Bornholm - Coop - Restaurant Suri-Carl Ras - Riwal - Uno-X DARE Development Team - ColoQuick DCU Elite Teams (8)- CO:PLAY-Giant - Give Elementer - Herning CK Elite - IBT-BH Carl Ras - O.B. Wiik-Dan Stillads - Sparekassen Vendsyssel Aalborg - Bache-JS.dk - Kvickly Odder Elite Amatørcykelhold (2)- Maifracing - Team Ringerikskraft Regional- og klubhold (7)- Idrettsklubben Hero - Kristiansands Cykleklubb - Lillehammer Cykleklubb - Ryska Posten SK - Idrettslaget Stjørdals-Blink - Tønsberg Cykkelklubb - Asker CK Elite |
| |

| Nationer          | Antal ryttere |
| ----------------- | ------------- |
| Danmark           | 65            |
| Norge             | 49            |
| Sverige           | 15            |
| Holland           | 7             |
| Letland, Rumænien | 1             |

### Startliste
138 ryttere var på startlisten, hvoraf 82 gennemførte løbet. Der var 24 deltagende hold og ryttere fra 6 forskellige nationer.
| ColoQuick TCQ | ColoQuick TCQ                    | ColoQuick TCQ |
| ------------- | -------------------------------- | ------------- |
| Nr.           | Rytter                           | Placering     |
| 1             | Alexander Salby (DEN)            | 19.           |
| 2             | Mads Østergaard Kristensen (DEN) | 2.            |
| 3             | Mads Andersen (DEN)              | 64.           |
| 4             | Sebastian Kolze Changizi (DEN)   | 81.           |
| 5             | Nicolai Brøchner (DEN)           | DNF           |
| 6             | William Blume Levy (DEN)         | 11.           |

| BHS-PL Beton Bornholm BPC | BHS-PL Beton Bornholm BPC    | BHS-PL Beton Bornholm BPC |
| ------------------------- | ---------------------------- | ------------------------- |
| Nr.                       | Rytter                       | Placering                 |
| 11                        | Marcus Sander Hansen (DEN)   | 3.                        |
| 12                        | Martin Toft Madsen (DEN)     | 18.                       |
| 13                        | Emil Toudal (DEN)            | 14.                       |
| 14                        | Mathias Bregnhøj (DEN)       | 56.                       |
| 15                        | Benjamin Hertz (DEN)         | 16.                       |
| 16                        | Frederik Irgens Jensen (DEN) | 67.                       |

| Riwal Cycling Team RIW | Riwal Cycling Team RIW   | Riwal Cycling Team RIW |
| ---------------------- | ------------------------ | ---------------------- |
| Nr.                    | Rytter                   | Placering              |
| 21                     | Nick van der Lijke (NED) | 4.                     |
| 22                     | Morten Nørtoft (DEN)     | 15.                    |
| 23                     | Lucas Eriksson (SWE)     | 41.                    |
| 24                     | Tobias Kongstad (DEN)    | 17.                    |
| 25                     | Jesper Schultz (DEN)     | 42.                    |
| 26                     | Elmar Reinders (NED)     | 1.                     |

| À Bloc CT ABC | À Bloc CT ABC          | À Bloc CT ABC |
| ------------- | ---------------------- | ------------- |
| Nr.           | Rytter                 | Placering     |
| 31            | Meindert Weulink (NED) | 34.           |
| 32            | Nils Sinschek (NED)    | DNF           |
| 33            | Bodi del Grosso (NED)  | 57.           |
| 34            | Mārtiņš Pluto (LAT)    | 20.           |
| 35            | Lars Loohuis (NED)     | DNF           |
| 36            | Ivar Slik (NED)        | DNF           |

| Team Coop TCO | Team Coop TCO              | Team Coop TCO |
| ------------- | -------------------------- | ------------- |
| Nr.           | Rytter                     | Placering     |
| 42            | Olav Hjemsæter (NOR)       | 21.           |
| 43            | Tore Andre Aase Vabø (NOR) | DNF           |
| 44            | Kristian Aasvold (NOR)     | 58.           |
| 45            | Jacob Eriksson (SWE)       | 7.            |
| 46            | Tord Gudmestad (NOR)       | DNF           |

| Uno-X DARE Development UDT | Uno-X DARE Development UDT     | Uno-X DARE Development UDT |
| -------------------------- | ------------------------------ | -------------------------- |
| Nr.                        | Rytter                         | Placering                  |
| 51                         | Oskar Myrestøl Johansson (NOR) | 65.                        |
| 52                         | Sakarias Koller Løland (NOR)   | 8.                         |
| 53                         | Kristian Kulset (NOR)          | 47.                        |
| 54                         | Magnus Brynsrud (NOR)          | 59.                        |
| 55                         | Ludvig Fischer Aasheim (NOR)   | 35.                        |
| 56                         | Magnus Kulset (NOR)            | 48.                        |

| Restaurant Suri-Carl Ras SCC | Restaurant Suri-Carl Ras SCC | Restaurant Suri-Carl Ras SCC |
| ---------------------------- | ---------------------------- | ---------------------------- |
| Nr.                          | Rytter                       | Placering                    |
| 61                           | Mathias Larsen (DEN)         | 12.                          |
| 62                           | Sebastian Nielsen (DEN)      | 24.                          |
| 63                           | Christian Lindquist (DEN)    | 79.                          |
| 64                           | Rasmus Hestbek Lund          | 25.                          |
| 65                           | Markus Kramer                | DNF                          |
| 66                           | Julius Nowak Dalner          | 82.                          |

| Team Sparekassen Vendsyssel Aalborg ___ | Team Sparekassen Vendsyssel Aalborg ___ | Team Sparekassen Vendsyssel Aalborg ___ |
| --------------------------------------- | --------------------------------------- | --------------------------------------- |
| Nr.                                     | Rytter                                  | Placering                               |
| 81                                      | Sebastian Ryttersgaard (DEN)            | 28.                                     |
| 82                                      | Dennis Lock (DEN)                       | 50.                                     |
| 83                                      | Johannes Rom Dahl                       | 66.                                     |
| 84                                      | Alexandru Ionuț Antoniu (ROU)           | 75.                                     |
| 85                                      | Søren Vosgerau (DEN)                    | 36.                                     |
| 86                                      | Thomas Koldkjær Decker                  | 46.                                     |

| Give Elementer ___ | Give Elementer ___         | Give Elementer ___ |
| ------------------ | -------------------------- | ------------------ |
| Nr.                | Rytter                     | Placering          |
| 91                 | Daniel Eriksen             | 53.                |
| 92                 | Anders Bruun               | DNF                |
| 93                 | Jakob Bødker               | DNF                |
| 94                 | Jeppe Tolbøll              | DNF                |
| 95                 | Jeppe Falk-Kristensen      | DNF                |
| 96                 | Gustav Frederik Dahl (DEN) | DNF                |

| Team Kvickly Odder Elite ___ | Team Kvickly Odder Elite ___ | Team Kvickly Odder Elite ___ |
| ---------------------------- | ---------------------------- | ---------------------------- |
| Nr.                          | Rytter                       | Placering                    |
| 101                          | Stefan Ryom                  | DNF                          |
| 102                          | Mads Bak Bjerregaard         | DNF                          |
| 103                          | Lasse Mikkelsen              | DNF                          |
| 105                          | Andreas Aidel Brixen (DEN)   | 13.                          |
| 106                          | Simon Bak (DEN)              | 51.                          |

| Bache-JS.dk ___ | Bache-JS.dk ___      | Bache-JS.dk ___ |
| --------------- | -------------------- | --------------- |
| Nr.             | Rytter               | Placering       |
| 111             | Jacob Gye Madsen     | 44.             |
| 112             | Ruben Zilas Larsen   | DNF             |
| 113             | Daniel Lyhne (DEN)   | 10.             |
| 114             | Jeppe Andreasen      | 43.             |
| 115             | Sebastian Petersen   | DNF             |
| 116             | Peter Skov Lauritzen | DNF             |

| O.B. Wiik-Dan Stillads ___ | O.B. Wiik-Dan Stillads ___             | O.B. Wiik-Dan Stillads ___ |
| -------------------------- | -------------------------------------- | -------------------------- |
| Nr.                        | Rytter                                 | Placering                  |
| 121                        | Rasmus Søjberg Pedersen (DEN)          | 5.                         |
| 122                        | Mads Søgaard Mondrup                   | DNF                        |
| 123                        | Mads Schelde Berg (DEN)                | DNF                        |
| 124                        | Frederik Uhre                          | DNF                        |
| 125                        | Nicklas Lilleskov Falk Rasmussen (DEN) | DNF                        |
| 126                        | Kasper Due Kaspersen                   | DNF                        |

| Asker CK Elite ___ | Asker CK Elite ___              | Asker CK Elite ___ |
| ------------------ | ------------------------------- | ------------------ |
| Nr.                | Rytter                          | Placering          |
| 131                | Asbjørn Slagtern Fjellvåg (NOR) | 74.                |

| intet hold ___ | intet hold ___                  | intet hold ___ |
| -------------- | ------------------------------- | -------------- |
| Nr.            | Rytter                          | Placering      |
| 132            | Christian Edelsteen Buyle (NOR) | 55.            |

| Asker CK Elite ___ | Asker CK Elite ___         | Asker CK Elite ___ |
| ------------------ | -------------------------- | ------------------ |
| Nr.                | Rytter                     | Placering          |
| 133                | Tim Edvard Pettersen (NOR) | DNF                |
| 135                | Ulrik Mehlum (NOR)         | DNF                |

| Team Ringerikskraft ___ | Team Ringerikskraft ___   | Team Ringerikskraft ___ |
| ----------------------- | ------------------------- | ----------------------- |
| Nr.                     | Rytter                    | Placering               |
| 141                     | Martin Tjøtta (NOR)       | 33.                     |
| 142                     | Magnus Wæhre (NOR)        | DNF                     |
| 143                     | Magnus Sørbø (NOR)        | DNF                     |
| 144                     | Ole Andreas Klund (NOR)   | DNF                     |
| 145                     | Mathias Skretteberg (NOR) | 30.                     |
| 146                     | Jørgen Songstad (NOR)     | DNF                     |

| Ryska Posten SK ___ | Ryska Posten SK ___                | Ryska Posten SK ___ |
| ------------------- | ---------------------------------- | ------------------- |
| Nr.                 | Rytter                             | Placering           |
| 161                 | Carl Åhnberg (SWE)                 | DNF                 |
| 162                 | Oskar Djärv (SWE)                  | 72.                 |
| 163                 | Zakarias Olsson (SWE)              | DNF                 |
| 164                 | Marcus Dorsch (SWE)                | 73.                 |
| 165                 | Magnus Bergsten (SWE)              | DNF                 |
| 166                 | Sindre Bjerkestrand Haugsvær (NOR) | DNF                 |

| Herning CK Elite ___ | Herning CK Elite ___        | Herning CK Elite ___ |
| -------------------- | --------------------------- | -------------------- |
| Nr.                  | Rytter                      | Placering            |
| 171                  | Anders Foldager (DEN)       | 52.                  |
| 172                  | Rasmus Byriel Iversen (DEN) | DNF                  |
| 173                  | Rasmus Madsen               | 77.                  |
| 174                  | Emil Vinther Schmidt        | 60.                  |
| 175                  | Jannik Nedergaard Nielsen   | DNF                  |
| 176                  | Jonas Nordal Jakobsen       | 6.                   |

| Idrettsklubben Hero ___ | Idrettsklubben Hero ___       | Idrettsklubben Hero ___ |
| ----------------------- | ----------------------------- | ----------------------- |
| Nr.                     | Rytter                        | Placering               |
| 181                     | Joachim Strindin (NOR)        | DNF                     |
| 182                     | Mathias Sundquist (NOR)       | 23.                     |
| 183                     | Kristian Klevgård (NOR)       | 38.                     |
| 184                     | Magnus Frydenlund (NOR)       | DNF                     |
| 185                     | Ole Jakob Haugen (NOR)        | 32.                     |
| 186                     | Embret Svestad-Bårdseng (NOR) | 29.                     |

| Tønsberg Cykkelklubb ___ | Tønsberg Cykkelklubb ___            | Tønsberg Cykkelklubb ___ |
| ------------------------ | ----------------------------------- | ------------------------ |
| Nr.                      | Rytter                              | Placering                |
| 191                      | Jon-Anders Bekken (NOR)             | DNF                      |
| 192                      | Aleksander Andersen Skjelbred (NOR) | DNF                      |
| 194                      | Kasper Rolfsen (NOR)                | 37.                      |
| 195                      | Anton Stensby (NOR)                 | 61.                      |
| 196                      | Andreas Vileid Kleive (NOR)         | DNF                      |

| CO:PLAY-Giant ___ | CO:PLAY-Giant ___           | CO:PLAY-Giant ___ |
| ----------------- | --------------------------- | ----------------- |
| Nr.               | Rytter                      | Placering         |
| 201               | Magnus Bak Klaris (DEN)     | 27.               |
| 202               | Daniel Stampe (DEN)         | 80.               |
| 203               | Rasmus Bøgh Wallin (DEN)    | 31.               |
| 204               | Magnus Henneberg            | DNF               |
| 205               | Kasper Viberg Søgaard (DEN) | 63.               |
| 206               | Benjamin Movang             | 40.               |

| Kristiansands Cykleklubb ___ | Kristiansands Cykleklubb ___   | Kristiansands Cykleklubb ___ |
| ---------------------------- | ------------------------------ | ---------------------------- |
| Nr.                          | Rytter                         | Placering                    |
| 211                          | Tobias Halvorsen (NOR)         | 70.                          |
| 212                          | Endre Danielsen Nyhagen (NOR)  | 76.                          |
| 213                          | Tor Ove Vetrhus (NOR)          | DNF                          |
| 214                          | Daniel Årnes (NOR)             | DNF                          |
| 215                          | Sebastian Dreyer Heldahl (NOR) | DNS                          |
| 216                          | Alf Vidar Vetrhus (NOR)        | 45.                          |

| Lillehammer Cykleklubb ___ | Lillehammer Cykleklubb ___ | Lillehammer Cykleklubb ___ |
| -------------------------- | -------------------------- | -------------------------- |
| Nr.                        | Rytter                     | Placering                  |
| 221                        | Ludvik Holstad (NOR)       | 22.                        |
| 222                        | Sindre Sagbakken (NOR)     | DNF                        |
| 223                        | Rasmus Børset Westad (NOR) | 68.                        |
| 224                        | André Drege (NOR)          | 9.                         |
| 225                        | Truls Nordhagen (NOR)      | DNF                        |
| 226                        | Markus Skreen (NOR)        | DNF                        |

| Maifracing ___ | Maifracing ___         | Maifracing ___ |
| -------------- | ---------------------- | -------------- |
| Nr.            | Rytter                 | Placering      |
| 231            | Niklas Jagerstål (SWE) | 54.            |

| Motala AIF CK ___ | Motala AIF CK ___   | Motala AIF CK ___ |
| ----------------- | ------------------- | ----------------- |
| Nr.               | Rytter              | Placering         |
| 232               | Hugo Forssell (SWE) | 49.               |

| Maifracing ___ | Maifracing ___        | Maifracing ___ |
| -------------- | --------------------- | -------------- |
| Nr.            | Rytter                | Placering      |
| 233            | Samuel Lord (SWE)     | DNF            |
| 234            | Jacob Ahlsson (SWE)   | DNF            |
| 235            | Emil Lundmark (SWE)   | DNF            |
| 236            | Albin Johansson (SWE) | DNF            |

| IBT-BH Carl Ras ___ | IBT-BH Carl Ras ___        | IBT-BH Carl Ras ___ |
| ------------------- | -------------------------- | ------------------- |
| Nr.                 | Rytter                     | Placering           |
| 241                 | Marckus Njor               | 71.                 |
| 242                 | Frederik Erringsø          | 39.                 |
| 243                 | Frederik Thomsen           | 69.                 |
| 244                 | Linus Eriksson Kvist (SWE) | 26.                 |
| 245                 | Stinus Kæmpe (AUS)         | 78.                 |
| 246                 | Gustav Johansson (SWE)     | DNF                 |

| Idrettslaget Stjørdals-Blink ___ | Idrettslaget Stjørdals-Blink ___ | Idrettslaget Stjørdals-Blink ___ |
| -------------------------------- | -------------------------------- | -------------------------------- |
| Nr.                              | Rytter                           | Placering                        |
| 251                              | Daniel Vold (NOR)                | DNF                              |
| 252                              | Fredrik Benjaminsen (NOR)        | DNF                              |
| 254                              | Vegard Løvdal (NOR)              | 62.                              |
| 255                              | Sigve Kattem (NOR)               | DNF                              |
| 256                              | Jørgen Dragsten (NOR)            | DNF                              |

| ColoQuick TCQ | ColoQuick TCQ                    | ColoQuick TCQ |
| ------------- | -------------------------------- | ------------- |
| Nr.           | Rytter                           | Placering     |
| 1             | Alexander Salby (DEN)            | 19.           |
| 2             | Mads Østergaard Kristensen (DEN) | 2.            |
| 3             | Mads Andersen (DEN)              | 64.           |
| 4             | Sebastian Kolze Changizi (DEN)   | 81.           |
| 5             | Nicolai Brøchner (DEN)           | DNF           |
| 6             | William Blume Levy (DEN)         | 11.           |

| BHS-PL Beton Bornholm BPC | BHS-PL Beton Bornholm BPC    | BHS-PL Beton Bornholm BPC |
| ------------------------- | ---------------------------- | ------------------------- |
| Nr.                       | Rytter                       | Placering                 |
| 11                        | Marcus Sander Hansen (DEN)   | 3.                        |
| 12                        | Martin Toft Madsen (DEN)     | 18.                       |
| 13                        | Emil Toudal (DEN)            | 14.                       |
| 14                        | Mathias Bregnhøj (DEN)       | 56.                       |
| 15                        | Benjamin Hertz (DEN)         | 16.                       |
| 16                        | Frederik Irgens Jensen (DEN) | 67.                       |

| Riwal Cycling Team RIW | Riwal Cycling Team RIW   | Riwal Cycling Team RIW |
| ---------------------- | ------------------------ | ---------------------- |
| Nr.                    | Rytter                   | Placering              |
| 21                     | Nick van der Lijke (NED) | 4.                     |
| 22                     | Morten Nørtoft (DEN)     | 15.                    |
| 23                     | Lucas Eriksson (SWE)     | 41.                    |
| 24                     | Tobias Kongstad (DEN)    | 17.                    |
| 25                     | Jesper Schultz (DEN)     | 42.                    |
| 26                     | Elmar Reinders (NED)     | 1.                     |

| À Bloc CT ABC | À Bloc CT ABC          | À Bloc CT ABC |
| ------------- | ---------------------- | ------------- |
| Nr.           | Rytter                 | Placering     |
| 31            | Meindert Weulink (NED) | 34.           |
| 32            | Nils Sinschek (NED)    | DNF           |
| 33            | Bodi del Grosso (NED)  | 57.           |
| 34            | Mārtiņš Pluto (LAT)    | 20.           |
| 35            | Lars Loohuis (NED)     | DNF           |
| 36            | Ivar Slik (NED)        | DNF           |

| Team Coop TCO | Team Coop TCO              | Team Coop TCO |
| ------------- | -------------------------- | ------------- |
| Nr.           | Rytter                     | Placering     |
| 42            | Olav Hjemsæter (NOR)       | 21.           |
| 43            | Tore Andre Aase Vabø (NOR) | DNF           |
| 44            | Kristian Aasvold (NOR)     | 58.           |
| 45            | Jacob Eriksson (SWE)       | 7.            |
| 46            | Tord Gudmestad (NOR)       | DNF           |

| Uno-X DARE Development UDT | Uno-X DARE Development UDT     | Uno-X DARE Development UDT |
| -------------------------- | ------------------------------ | -------------------------- |
| Nr.                        | Rytter                         | Placering                  |
| 51                         | Oskar Myrestøl Johansson (NOR) | 65.                        |
| 52                         | Sakarias Koller Løland (NOR)   | 8.                         |
| 53                         | Kristian Kulset (NOR)          | 47.                        |
| 54                         | Magnus Brynsrud (NOR)          | 59.                        |
| 55                         | Ludvig Fischer Aasheim (NOR)   | 35.                        |
| 56                         | Magnus Kulset (NOR)            | 48.                        |

| Restaurant Suri-Carl Ras SCC | Restaurant Suri-Carl Ras SCC | Restaurant Suri-Carl Ras SCC |
| ---------------------------- | ---------------------------- | ---------------------------- |
| Nr.                          | Rytter                       | Placering                    |
| 61                           | Mathias Larsen (DEN)         | 12.                          |
| 62                           | Sebastian Nielsen (DEN)      | 24.                          |
| 63                           | Christian Lindquist (DEN)    | 79.                          |
| 64                           | Rasmus Hestbek Lund          | 25.                          |
| 65                           | Markus Kramer                | DNF                          |
| 66                           | Julius Nowak Dalner          | 82.                          |

| Team Sparekassen Vendsyssel Aalborg ___ | Team Sparekassen Vendsyssel Aalborg ___ | Team Sparekassen Vendsyssel Aalborg ___ |
| --------------------------------------- | --------------------------------------- | --------------------------------------- |
| Nr.                                     | Rytter                                  | Placering                               |
| 81                                      | Sebastian Ryttersgaard (DEN)            | 28.                                     |
| 82                                      | Dennis Lock (DEN)                       | 50.                                     |
| 83                                      | Johannes Rom Dahl                       | 66.                                     |
| 84                                      | Alexandru Ionuț Antoniu (ROU)           | 75.                                     |
| 85                                      | Søren Vosgerau (DEN)                    | 36.                                     |
| 86                                      | Thomas Koldkjær Decker                  | 46.                                     |

| Give Elementer ___ | Give Elementer ___         | Give Elementer ___ |
| ------------------ | -------------------------- | ------------------ |
| Nr.                | Rytter                     | Placering          |
| 91                 | Daniel Eriksen             | 53.                |
| 92                 | Anders Bruun               | DNF                |
| 93                 | Jakob Bødker               | DNF                |
| 94                 | Jeppe Tolbøll              | DNF                |
| 95                 | Jeppe Falk-Kristensen      | DNF                |
| 96                 | Gustav Frederik Dahl (DEN) | DNF                |

| Team Kvickly Odder Elite ___ | Team Kvickly Odder Elite ___ | Team Kvickly Odder Elite ___ |
| ---------------------------- | ---------------------------- | ---------------------------- |
| Nr.                          | Rytter                       | Placering                    |
| 101                          | Stefan Ryom                  | DNF                          |
| 102                          | Mads Bak Bjerregaard         | DNF                          |
| 103                          | Lasse Mikkelsen              | DNF                          |
| 105                          | Andreas Aidel Brixen (DEN)   | 13.                          |
| 106                          | Simon Bak (DEN)              | 51.                          |

| Bache-JS.dk ___ | Bache-JS.dk ___      | Bache-JS.dk ___ |
| --------------- | -------------------- | --------------- |
| Nr.             | Rytter               | Placering       |
| 111             | Jacob Gye Madsen     | 44.             |
| 112             | Ruben Zilas Larsen   | DNF             |
| 113             | Daniel Lyhne (DEN)   | 10.             |
| 114             | Jeppe Andreasen      | 43.             |
| 115             | Sebastian Petersen   | DNF             |
| 116             | Peter Skov Lauritzen | DNF             |

| O.B. Wiik-Dan Stillads ___ | O.B. Wiik-Dan Stillads ___             | O.B. Wiik-Dan Stillads ___ |
| -------------------------- | -------------------------------------- | -------------------------- |
| Nr.                        | Rytter                                 | Placering                  |
| 121                        | Rasmus Søjberg Pedersen (DEN)          | 5.                         |
| 122                        | Mads Søgaard Mondrup                   | DNF                        |
| 123                        | Mads Schelde Berg (DEN)                | DNF                        |
| 124                        | Frederik Uhre                          | DNF                        |
| 125                        | Nicklas Lilleskov Falk Rasmussen (DEN) | DNF                        |
| 126                        | Kasper Due Kaspersen                   | DNF                        |

| Asker CK Elite ___ | Asker CK Elite ___              | Asker CK Elite ___ |
| ------------------ | ------------------------------- | ------------------ |
| Nr.                | Rytter                          | Placering          |
| 131                | Asbjørn Slagtern Fjellvåg (NOR) | 74.                |

| intet hold ___ | intet hold ___                  | intet hold ___ |
| -------------- | ------------------------------- | -------------- |
| Nr.            | Rytter                          | Placering      |
| 132            | Christian Edelsteen Buyle (NOR) | 55.            |

| Asker CK Elite ___ | Asker CK Elite ___         | Asker CK Elite ___ |
| ------------------ | -------------------------- | ------------------ |
| Nr.                | Rytter                     | Placering          |
| 133                | Tim Edvard Pettersen (NOR) | DNF                |
| 135                | Ulrik Mehlum (NOR)         | DNF                |

| Team Ringerikskraft ___ | Team Ringerikskraft ___   | Team Ringerikskraft ___ |
| ----------------------- | ------------------------- | ----------------------- |
| Nr.                     | Rytter                    | Placering               |
| 141                     | Martin Tjøtta (NOR)       | 33.                     |
| 142                     | Magnus Wæhre (NOR)        | DNF                     |
| 143                     | Magnus Sørbø (NOR)        | DNF                     |
| 144                     | Ole Andreas Klund (NOR)   | DNF                     |
| 145                     | Mathias Skretteberg (NOR) | 30.                     |
| 146                     | Jørgen Songstad (NOR)     | DNF                     |

| Ryska Posten SK ___ | Ryska Posten SK ___                | Ryska Posten SK ___ |
| ------------------- | ---------------------------------- | ------------------- |
| Nr.                 | Rytter                             | Placering           |
| 161                 | Carl Åhnberg (SWE)                 | DNF                 |
| 162                 | Oskar Djärv (SWE)                  | 72.                 |
| 163                 | Zakarias Olsson (SWE)              | DNF                 |
| 164                 | Marcus Dorsch (SWE)                | 73.                 |
| 165                 | Magnus Bergsten (SWE)              | DNF                 |
| 166                 | Sindre Bjerkestrand Haugsvær (NOR) | DNF                 |

| Herning CK Elite ___ | Herning CK Elite ___        | Herning CK Elite ___ |
| -------------------- | --------------------------- | -------------------- |
| Nr.                  | Rytter                      | Placering            |
| 171                  | Anders Foldager (DEN)       | 52.                  |
| 172                  | Rasmus Byriel Iversen (DEN) | DNF                  |
| 173                  | Rasmus Madsen               | 77.                  |
| 174                  | Emil Vinther Schmidt        | 60.                  |
| 175                  | Jannik Nedergaard Nielsen   | DNF                  |
| 176                  | Jonas Nordal Jakobsen       | 6.                   |

| Idrettsklubben Hero ___ | Idrettsklubben Hero ___       | Idrettsklubben Hero ___ |
| ----------------------- | ----------------------------- | ----------------------- |
| Nr.                     | Rytter                        | Placering               |
| 181                     | Joachim Strindin (NOR)        | DNF                     |
| 182                     | Mathias Sundquist (NOR)       | 23.                     |
| 183                     | Kristian Klevgård (NOR)       | 38.                     |
| 184                     | Magnus Frydenlund (NOR)       | DNF                     |
| 185                     | Ole Jakob Haugen (NOR)        | 32.                     |
| 186                     | Embret Svestad-Bårdseng (NOR) | 29.                     |

| Tønsberg Cykkelklubb ___ | Tønsberg Cykkelklubb ___            | Tønsberg Cykkelklubb ___ |
| ------------------------ | ----------------------------------- | ------------------------ |
| Nr.                      | Rytter                              | Placering                |
| 191                      | Jon-Anders Bekken (NOR)             | DNF                      |
| 192                      | Aleksander Andersen Skjelbred (NOR) | DNF                      |
| 194                      | Kasper Rolfsen (NOR)                | 37.                      |
| 195                      | Anton Stensby (NOR)                 | 61.                      |
| 196                      | Andreas Vileid Kleive (NOR)         | DNF                      |

| CO:PLAY-Giant ___ | CO:PLAY-Giant ___           | CO:PLAY-Giant ___ |
| ----------------- | --------------------------- | ----------------- |
| Nr.               | Rytter                      | Placering         |
| 201               | Magnus Bak Klaris (DEN)     | 27.               |
| 202               | Daniel Stampe (DEN)         | 80.               |
| 203               | Rasmus Bøgh Wallin (DEN)    | 31.               |
| 204               | Magnus Henneberg            | DNF               |
| 205               | Kasper Viberg Søgaard (DEN) | 63.               |
| 206               | Benjamin Movang             | 40.               |

| Kristiansands Cykleklubb ___ | Kristiansands Cykleklubb ___   | Kristiansands Cykleklubb ___ |
| ---------------------------- | ------------------------------ | ---------------------------- |
| Nr.                          | Rytter                         | Placering                    |
| 211                          | Tobias Halvorsen (NOR)         | 70.                          |
| 212                          | Endre Danielsen Nyhagen (NOR)  | 76.                          |
| 213                          | Tor Ove Vetrhus (NOR)          | DNF                          |
| 214                          | Daniel Årnes (NOR)             | DNF                          |
| 215                          | Sebastian Dreyer Heldahl (NOR) | DNS                          |
| 216                          | Alf Vidar Vetrhus (NOR)        | 45.                          |

| Lillehammer Cykleklubb ___ | Lillehammer Cykleklubb ___ | Lillehammer Cykleklubb ___ |
| -------------------------- | -------------------------- | -------------------------- |
| Nr.                        | Rytter                     | Placering                  |
| 221                        | Ludvik Holstad (NOR)       | 22.                        |
| 222                        | Sindre Sagbakken (NOR)     | DNF                        |
| 223                        | Rasmus Børset Westad (NOR) | 68.                        |
| 224                        | André Drege (NOR)          | 9.                         |
| 225                        | Truls Nordhagen (NOR)      | DNF                        |
| 226                        | Markus Skreen (NOR)        | DNF                        |

| Maifracing ___ | Maifracing ___         | Maifracing ___ |
| -------------- | ---------------------- | -------------- |
| Nr.            | Rytter                 | Placering      |
| 231            | Niklas Jagerstål (SWE) | 54.            |

| Motala AIF CK ___ | Motala AIF CK ___   | Motala AIF CK ___ |
| ----------------- | ------------------- | ----------------- |
| Nr.               | Rytter              | Placering         |
| 232               | Hugo Forssell (SWE) | 49.               |

| Maifracing ___ | Maifracing ___        | Maifracing ___ |
| -------------- | --------------------- | -------------- |
| Nr.            | Rytter                | Placering      |
| 233            | Samuel Lord (SWE)     | DNF            |
| 234            | Jacob Ahlsson (SWE)   | DNF            |
| 235            | Emil Lundmark (SWE)   | DNF            |
| 236            | Albin Johansson (SWE) | DNF            |

| IBT-BH Carl Ras ___ | IBT-BH Carl Ras ___        | IBT-BH Carl Ras ___ |
| ------------------- | -------------------------- | ------------------- |
| Nr.                 | Rytter                     | Placering           |
| 241                 | Marckus Njor               | 71.                 |
| 242                 | Frederik Erringsø          | 39.                 |
| 243                 | Frederik Thomsen           | 69.                 |
| 244                 | Linus Eriksson Kvist (SWE) | 26.                 |
| 245                 | Stinus Kæmpe (AUS)         | 78.                 |
| 246                 | Gustav Johansson (SWE)     | DNF                 |

| Idrettslaget Stjørdals-Blink ___ | Idrettslaget Stjørdals-Blink ___ | Idrettslaget Stjørdals-Blink ___ |
| -------------------------------- | -------------------------------- | -------------------------------- |
| Nr.                              | Rytter                           | Placering                        |
| 251                              | Daniel Vold (NOR)                | DNF                              |
| 252                              | Fredrik Benjaminsen (NOR)        | DNF                              |
| 254                              | Vegard Løvdal (NOR)              | 62.                              |
| 255                              | Sigve Kattem (NOR)               | DNF                              |
| 256                              | Jørgen Dragsten (NOR)            | DNF                              |